# White Dog
White Dog is een Amerikaanse horrorfilm uit 1982 onder regie van Samuel Fuller.

## Verhaal
Julie Sawyer rijdt een witte hond aan. Ze neemt het dier mee om te verzorgen. Later redt de hond haar door een verkrachter te vermoorden. Ze ontdekt dat het dier afgericht is om zwarten aan te vallen. Een hondentrainer raadt Julie aan om de hond te laten afmaken, maar ze doet een poging om hem opnieuw af te richten.

## Rolverdeling
| Acteur            | Personage       |
| ----------------- | --------------- |
| Kristy McNichol   | Julie Sawyer    |
| Christa Lang      | Verpleegster    |
| Vernon Weddle     | Veearts         |
| Jameson Parker    | Roland Grale    |
| Karl Lewis Miller | Aanvaller       |
| Karrie Emerson    | Zonnebader      |
| Helen Siff        | Asielmedewerker |
| Glen Garner       | Asielmedewerker |
| Terrence Beasor   | Chauffeur       |
| Tony Brubaker     | Chauffeur       |
| Samuel Fuller     | Charlie Felton  |
| Marshall Thompson | Regisseur       |
| Paul Bartel       | Cameraman       |
| Richard Monahan   | Regieassistent  |
| Neyle Morrow      | Geluidsman      |